# راه دررو
راه دررو، یک مجموعهٔ تلویزیونی طنز-اجتماعی ایرانی به کارگردانی سعید آقاخانی است که از شبکه سه سیما به مناسبت نوروز ۱۳۹۰ تهیه و تولید شد.

## خلاصهٔ سریال
مسعود (مهران غفوریان) به همراه همسرش سمیرا (مونا بیگی) و خواهرش گلرخ (مرجانه گلچین)، که علی‌رغم سن بالایش مجرد است، در خانه‌ای اجاره‌ای زندگی می‌کند. مشکلات مالی مسعود که ناشی از یک ماجرای کلاهبرداری است، برایش به جا مانده و او را در مخمصه‌ای می‌اندازد که فرار از آن ۱۵ قسمت مجموعهٔ تلویزیونیِ راه دررو را دربرمی‌گیرد….

## بازیگران
- مرجانه گلچین (گلرخ)
- مهران غفوریان (مسعود)
- سعید آقاخانی (ناصر)
- یوسف تیموری (خسرو)
- غلامرضا نیکخواه (فریدون)
- امیر غفارمنش (سعید)
- محسن کیایی (پیام بازرگانی)
- باقر صحرارودی (بهرام)
- احمد پورمخبر (رحمت)
- حلیمه سعیدی (پولک)
- روشنک عجمیان (مهتاب)
- مونا بیگی (سمیرا)
- مه‌لقا باقری (زهره زهیری)
- جلیل فرجاد (حاج آقا)
- حمید لیقوانی (سوپری محل)
- شهربانو موسوی (عمه فرشته)
- مینا کریمی (همسر پیام)
- اردشیر کاظمی (پدر خواستگار گلرخ)